# Graphidipus alternans
Graphidipus alternans är en fjärilsart som beskrevs av Louis Beethoven Prout 1926. Graphidipus alternans ingår i släktet Graphidipus och familjen mätare. Inga underarter finns listade i Catalogue of Life.